# Deutsches schwarzköpfiges Fleischschaf
Das Deutsche schwarzköpfige Fleischschaf oder Schwarzkopfschaf ist, wie auch das deutsche weißköpfige Fleischschaf, ein mittelgroßes bis großes Fleischschaf. Es hat weiße Wolle, einen mittelbreiten, schwarzen und hornlosen Kopf mit kräftigen, seitwärts abstehenden Ohren und dunkelbraune bis schwarze Beine.
Das Schwarzköpfige Fleischschaf ist eine Züchtung aus einer Kreuzung einheimischer Schafrassen mit englischen Schafrassen, wie Oxford und Hampshire und entstand Mitte des 19. Jahrhunderts in Westfalen.
Heute liegt der Rassenanteil des schwarzköpfigen Fleischschafs in Deutschland bei ca. 17 %. Damit ist diese Rasse nach dem Merinolandschaf die zweitgrößte in Deutschland.
Die Hauptverbreitungsgebiete in Deutschland sind Nordrhein-Westfalen, Niedersachsen, Hessen, Rheinland-Pfalz, Schleswig-Holstein und zum Teil Süddeutschland.

## Leistungsmerkmale
Die Wolle hat einen Durchmesser von 33–35 Mikron (C- bis CD-Feinheit). Das Schaf ist fruchtbar, liefert gute Schlachtkörperqualität und eignet sich für alle Haltungsformen.
Leistungsprüfungen: tägliche Zunahme 420–450 g, ca. 2100 StE je kg Zuwachs, Schlachtausbeute 50–52 %
Gewicht: Bock 120–160 kg, Schaf 70–100 kg, Wollleistung 4–7 kg